# 入間県
入間県（いるまけん）は、廃藩置県と府県制の整備過程において武蔵国の北西部を領域として設置された県である。1871年（明治4年）旧暦11月に設置され、1873年（明治6年）6月に群馬県と統合されて熊谷県となり、廃止された。おおむね、現在の埼玉県西部に該当する。

## 概要
江戸城の開城により明治政府の権力基盤が確立される中で、府藩県三治制が成立し、次いで1871年（明治4年）旧暦4月に廃藩置県が行われると、現在の埼玉県域には、21の県が存在することとなった。その後、日本全国で県の統合が進むのに合わせ、同年4月には現在の埼玉県域には入間県と埼玉県の2県が誕生した。入間県の県庁は、川越におかれた。
その後も県の統廃合や再編が進められる中で、約1年半後の1873年（明治6年）6月に入間県は群馬県と統合して熊谷県となり、旧入間県内の熊谷に県庁が置かれた。さらに約3年後の1876年（明治9年）8月には、熊谷県のうち旧入間県の領域が埼玉県と統合され、現在の埼玉県が誕生した。

### 入間県と（旧）埼玉県
入間県と（旧）埼玉県が並立していた1872年～1873年頃において、埼玉県の町村数974、戸数78,512、人口430,379に対し、入間県は町村数1,019、戸数81,853、人口410,952であり、また石高ではそれぞれ埼玉県48万石と入間県40万石と、入間・埼玉両県はほぼ同程度の規模を有していた。その一方、面積は入間県の方が大きく、大区小区制が導入されると旧埼玉県の24区（のちに25区）に対して、入間県には11大区94小区が設置された。
旧入間県が埼玉県に編入された後の1884年（明治17年）、秩父事件が起きると、事件の発生地から県庁のある浦和町が遠かったことが対応の遅れの一因であるとして、1887年（明治20年）3月10日、埼玉県知事（前年に県令から名称変更）は内務大臣に熊谷への県庁の移転を内申した。12月には県庁の移転を求める運動が熊谷など旧入間県で発生したが、1890年（明治23年）9月25日の勅令によって、浦和町が正式な県庁所在地とされた。
しかし7年後の1897年（明治30年）、府県制が実施に移され自治体としての埼玉県が確立し、初の埼玉県会議員選挙が行われることとなると、大規模な県庁移転運動が再燃する。そして12月25日、県庁を旧入間県の熊谷に移転する建議が県会で可決される。しかし、これは内務省に「不可」として却下された。
埼玉県の県庁所在地である浦和は、江戸時代には中山道の宿場町の1つであるが比較的小規模であったこともあり、昭和初期までは、元が城下町であった川越や熊谷県の県庁所在地であった熊谷などの旧入間県内の都市が、埼玉県内では人口の多い都市であり、埼玉県内で最初に市制施行されたのは川越であった。しかし、関東大震災にて東京が甚大な被害を受けたことや、東北本線の電車線の開通などを契機として、鋳物工業の集積が進んだ川口や、東京のベッドタウンとして人口の流入を受けた浦和や大宮など、旧埼玉県南部の都市の拡大が本格化すると、やがてこれらの都市の人口が川越や熊谷を上回るようになり、戦後の高度経済成長にはその差がさらに拡大した。なお、浦和・大宮・与野は2001年（平成13年）に合併し県内唯一の100万都市であるさいたま市となり、川口は人口50万人を突破した後の2011年（平成23年）に鳩ヶ谷を合併している。これに対し、旧入間県域には川越や秩父にかつての栄華を偲ばせる町並みや祭事など有形無形の文化遺産が多く残り、埼玉県を代表する主要な観光地となっている。
終戦直後の1948年（昭和23年）10月25日、県庁職員の放火により浦和の県庁舎の大部分が焼失すると、その後3日のうちに大宮と熊谷が県庁の誘致に乗り出し激しい誘致合戦が起こった。特に大宮は1950年（昭和25年）の「県庁復興対策特別委員会」の決選投票まで浦和と争った。 明治4年の太政官達で正式に県庁とされた岩槻は、2005年（平成17年）4月1日にさいたま市に編入されるまで、一度も県庁所在地になることはなかった。
純粋な公選となった戦後の埼玉県知事でも、大沢雄一（葛飾郡）、栗原浩（埼玉郡）、畑和（埼玉郡）、土屋義彦（埼玉郡）と続き、上田清司（志木市）を唯一の例外として、東部の旧埼玉県を生地・居住地とする知事が続いた。
荒川を境に埼玉県の東西では文化圏が異なり、鉄道という公共交通という観点からみても、旧入間県域は私鉄の東武東上線、西武池袋線、ならびに西武新宿線沿線が中心であり、JRの京浜東北線や埼京線沿線の旧埼玉県域とはかなり趣が異なっている。

## 沿革
- 1871年（明治4年）11月13日 - 第1次府県再編により川越県が廃止され、品川県の一部を編入して入間県が発足（明治4年太政官布告第594号）。県庁は引き続き入間郡川越町（現在の川越市郭町2-13-1）の川越城本丸御殿に設置。
- 1872年（明治5年） - 1月から5月にかけて、横浜に居留する外国人の遊歩区域に含まれることから、多摩郡を神奈川県に移管。
- 1873年（明治6年）6月15日 - 群馬県（第1期）と統合して熊谷県が発足。同日入間県廃止。

## 管轄地域
- 武蔵国（全22郡のうち以下の14郡、のちに13郡）
  - 賀美郡
  - 児玉郡
  - 那珂郡
  - 幡羅郡
  - 榛沢郡
  - 大里郡
  - 男衾郡
  - 秩父郡
  - 比企郡
  - 横見郡
  - 入間郡
  - 高麗郡
  - 新座郡
  - 多摩郡の一部（残部は東京府。のちに神奈川県に移管）

## 歴代知事
- 1871年（明治4年）11月13日 - 1872年（明治5年）9月2日 - 参事・小笠原幹（前秋田県参事、元福井藩士）
- 1872年（明治5年）9月2日 - 1873年（明治6年）2月7日 - 権令・沢簡徳（元幕臣）
- 1873年（明治6年）2月7日 - 1873年（明治6年）6月15日 - 県令・河瀬秀治（群馬県令を兼務。元宮津藩士）